# Anthrenus parvus
Anthrenus parvus is een keversoort uit de familie spektorren (Dermestidae). De wetenschappelijke naam van de soort werd in 1900 gepubliceerd door Thomas Lincoln Casey.